# Quiscalus mexicanus
Quiscalus mexicanus е вид птица от семейство Трупиалови. Видът е незастрашен от изчезване.

## Разпространение
Разпространен е в Белиз, Канада, Колумбия, Коста Рика, Еквадор, Салвадор, Гватемала, Хондурас, Мексико, Никарагуа, Панама, Перу, САЩ и Венецуела.